# Nikdo mě nemá rád
Nikdo mě nemá rád (ve francouzském originále Les quatre cents coups, v doslovném překladu Čtyři sta ran) je francouzský film z roku 1959. Jde o režijní debut François Truffauta. Film patří k nejdůležitějším dílům francouzské nové vlny. Pojednává o obtížném dospívání třináctiletého chlapce, který se dostává na scestí. Film je zjevnou obžalobou společnosti a je prodchnut ideologií hlásající, že za problémy mládeže může společenský systém. Truffaut přiznal, že film, k němuž napsal i scénář (spolu s Marcelem Moussym) má autobiografické rysy. Na filmovém festivalu v Cannes roku 1959 získal snímek Cenu za režii. Obdržel rovněž nominaci na Zlatou palmu a byl nominován na Oscara za nejlepší původní scénář v roce 1960. Ve Francii ho v kinech vidělo 4,1 milionu diváků, což z něj činí Truffautův nejúspěšnější film v jeho rodné zemi. Hlavní roli dospívajícího hocha Antoina ztvárnil budoucí úspěšný herec Jean-Pierre Léaud. Nikdo mě nemá rád je první ze série pěti filmů, v nichž Léaud hraje tuto postavu. Následují snímky Antoine a Colette (1962; krátkometrážní), Ukradené polibky (1968), Rodinný krb (1970) a Láska na útěku (1979).